# Geastrum lilloi
Geastrum lilloi är en svampart som beskrevs av L.S. Domínguez 1996. Geastrum lilloi ingår i släktet jordstjärnor och familjen jordstjärnor.   Inga underarter finns listade i Catalogue of Life.